# Ostorhinchus
Ostorhinchus (Lacépède, 1802) è un genere di pesci ossei marini appartenenti alla famiglia Apogonidae.

## Distribuzione e habitat
Questo genere è diffuso nelle acque tropicali e, limitatamente a poche specie, subtropicali dell'Indo-Pacifico; molte specie sono endemiche di arcipelaghi, singole isole o perfino di scogli isolati. Ostorhinchus fasciatus, attraverso la migrazione lessepsiana si è stabilito nel mar Mediterraneo orientale.
La grande maggioranza delle specie vive nelle barriere coralline o comunque su fondali duri costieri, solo poche specie sono tipiche di acque più profonde e di fondi molli.

## Descrizione
Sono pesci di taglia piccola, non superiore a pochi centimetri. La colorazione, importante per il riconoscimento delle specie, è assai varia e spesso vistosa: molte specie hanno colorazione rossa, altre hanno un pattern di fasce scure longitudinali. Molte specie hanno un anello o due linee blue elettrico sopra e sotto la pupilla che continuano sul corpo..

## Biologia
Fanno vita notturna e di giorno stanno nascosti negli anfratti dei coralli. Le uova vengono incubate nella bocca del maschio. Si nutrono di invertebrati.

## Pesca
Priva di importanza.

## Tassonomia
Il genere comprende 89 specie:
- Ostorhinchus angustatus
- Ostorhinchus aphanes
- Ostorhinchus apogonoides
- Ostorhinchus aroubiensis
- Ostorhinchus aterrimus
- Ostorhinchus atrogaster
- Ostorhinchus aureus
- Ostorhinchus brevispinis
- Ostorhinchus bryx
- Ostorhinchus capricornis
- Ostorhinchus cavitensis
- Ostorhinchus chalcius
- Ostorhinchus cheni
- Ostorhinchus chrysopomus
- Ostorhinchus chrysotaenia
- Ostorhinchus cladophilos
- Ostorhinchus compressus
- Ostorhinchus cookii
- Ostorhinchus cyanosoma
- Ostorhinchus cyanotaenia
- Ostorhinchus dispar
- Ostorhinchus diversus
- Ostorhinchus doederleini
- Ostorhinchus endekataenia
- Ostorhinchus fasciatus
- Ostorhinchus flagelliferus
- Ostorhinchus flavus
- Ostorhinchus fleurieu
- Ostorhinchus franssedai
- Ostorhinchus fukuii
- Ostorhinchus griffini
- Ostorhinchus gularis
- Ostorhinchus hartzfeldii
- Ostorhinchus hoevenii
- Ostorhinchus holotaenia
- Ostorhinchus ishigakiensis
- Ostorhinchus jenkinsi
- Ostorhinchus kiensis
- Ostorhinchus komodoensis
- Ostorhinchus leptofasciatus
- Ostorhinchus leslie
- Ostorhinchus limenus
- Ostorhinchus lineomaculatus
- Ostorhinchus luteus
- Ostorhinchus maculiferus
- Ostorhinchus margaritophorus
- Ostorhinchus melanoproctus
- Ostorhinchus melanopterus
- Ostorhinchus microspilos
- Ostorhinchus moluccensis
- Ostorhinchus monospilus
- Ostorhinchus multilineatus
- Ostorhinchus mydrus
- Ostorhinchus nanus
- Ostorhinchus neotes
- Ostorhinchus nigripes
- Ostorhinchus nigrocincta
- Ostorhinchus nigrofasciatus
- Ostorhinchus norfolcensis
- Ostorhinchus notatus
- Ostorhinchus noumeae
- Ostorhinchus novemfasciatus
- Ostorhinchus ocellicaudus
- Ostorhinchus oxina
- Ostorhinchus oxygrammus
- Ostorhinchus pallidofasciatus
- Ostorhinchus parvulus
- Ostorhinchus pleuron
- Ostorhinchus properuptus
- Ostorhinchus pselion
- Ostorhinchus quinquestriatus
- Ostorhinchus radcliffei
- Ostorhinchus regula
- Ostorhinchus relativus
- Ostorhinchus rubrimacula
- Ostorhinchus rueppellii
- Ostorhinchus schlegeli
- Ostorhinchus sealei
- Ostorhinchus selas
- Ostorhinchus semilineatus
- Ostorhinchus septemstriatus
- Ostorhinchus sinus
- Ostorhinchus spilurus
- Ostorhinchus taeniophorus
- Ostorhinchus unitaeniatus
- Ostorhinchus urostigmus
- Ostorhinchus victoriae
- Ostorhinchus wassinki
- Ostorhinchus wilsoni